# Wohnhaus Peterstraße 27
Das Wohnhaus Peterstraße 27, Ecke am Sportplatz, im niedersächsischen Elsfleth im Landkreis Wesermarsch, stammt vom Anfang des 20. Jahrhunderts.

Aktuell (2021) wird es als Anwaltskanzlei und als Praxis für Krankengymnastik genutzt.
Das Gebäude steht unter Denkmalschutz (siehe auch Liste der Baudenkmale in Elsfleth).

## Beschreibung
Das eingeschossige giebelständige verputzte villenartige Gebäude auf einem Kellersockel sowie mit Drempel, Krüppelwalmdach und eingeschossigem polygonalen Standerker unter einem Balkon, wurde um 1905 gebaut. Linksseitig ein jüngerer Anbau mit Pultdach sowie kleines Zwerchhaus und ein Giebelrisalit, beide mit Krüppelwalmdach. Rechtsseitig ein weiterer Giebelrisalit mit Krüppelwalm. Das Sockelgesims, Fensterrahmungen und im Giebel ein horizontales Band gliedern das Haus.
Markante, auch alte Bäume stehen auf dem Gartengrundstück.
Das Landesdenkmalamt befand: „… geschichtliche Bedeutung … als villenartiges Wohnhaus des frühen 20. Jhs.“